# Adieu Interessant Film Club
Adieu Interessant Film Club er en dansk eksperimentalfilm fra 2008.

## Medvirkende
- Katja Sjabano Boom
- Albert Grøndahl
- Lauge Falkentorp
- Selma Lamai
- Ida Lawrence
- Robin Monies
- Victor Henderson
- Amitai Romm
- Mai Ulrikka Sydendal
- Jesper Fabricius
- Stine Kvam
- Loise Li
- David Adler
- Bue Thastum
- Jacob Maqe Nielsen
- Muriel Lässer
- Oliver Sellner Vonsild
- Cav Bøgelund
- Martin la Cour